# Samantha Navarro
Samantha Navarro (Montevideo, 14 de agosto de 1971) es una cantante, compositora y guitarrista uruguaya de música popular.

## Biografía
Comenzó a estudiar guitarra con Mario Paysee a los 14 años. Su formación musical incluyó también clases de armonía y profundización en guitarra como acompañamiento con Esteban Klísich. A raíz de una beca de seis meses de duración que obtuvo en 1998 de parte de la Sociedad Uruguaya de Intérpretes (SUDEI) también cursó técnica vocal con Gilda Dolara.
En 1994 participó en el Primer Festival de la Canción Inédita de Montevideo en el cual obtuvo el Premio a Mejor Autor compartido con Inés Pierri. Junto a ella, Francisco Lapetina y Guzmán Escardo, ganadores de ese festival presentó al año siguiente el espectáculo «Luna Nueva» en Sala Verdi. En el 1995 también brindó junto al músico Martín Buscaglia varios espectáculos en distintos pubs de Montevideo.
En 1996 conformó junto a Gustavo Goldman, Gabriel Rodríguez y Jorge Rodríguez la banda llamada «Versión 3.0» con la cual realizó actuaciones en pubs y teatros de Montevideo y Buenos Aires. Ese año edita con el sello Ayuí / Tacuabé su primer álbum solista. Al año siguiente emprendió una gira por Holanda en el marco de la cual brindó conciertos en Altmark y Ámsterdam y se presentó en el Festival Latinoamericano de Cine y Literatura de Róterdam. Ese año también se presentó en la Sala Vaz Ferreira y en el Circo III con la banda «La Máquina del Amor» conformada por ella, Gustavo Montemurro, Nicolás, Martín y Andrés Ibarburu.
Junto al artista Dani Umpi presentó en el año 1998 el espectáculo «Pijama Party» en el Festival de Poesía Viva por el cual obtuvieron el primer premio. Ese año recibió de la Intendencia de Montevideo el premio del Fondo Capital por su proyecto «Experimentarte» desarrollado junto al artista plástico Diego Masi. Ese año editó por Perro Andaluz su segundo disco solista el cual fue lanzado también en Argentina por el sello Mulato músicas.
En 1999 actuó como telonera en los espectáculos de Luis Alberto Spinetta realizado en el Cine Plaza y Enrique Iglesias que tuvo lugar en el Estadio Centenario. También se presentó en el «Ciclo de Música Popular Uruguaya» en la disco Milenio y actuó en Pizza Loca en el marco del ciclo «Jueves Uruguayos». Asimismo brindó junto a Jorge Schellemberg el espectáculo «Tenemos que hablar... pero no de esas cosas» que tuvo lugar en Opus 3 y en el espacio cultural «El Sótano» del Carrasco Lawn Tennis Club.
En el año 2000 edita su tercer álbum solista, llamado «Tengo recuperación». El mismo fue editado por el sello de Rubén Rada, «Zapatito Records» y también por Universal music. Ese año también forma su banda «La Dulce» con la cual grabó en el año 2004 un disco en vivo y en el 2008 un disco de estudio titulado «Sed». La canción «Jardín japonés» incluida en este último álbum fue incluida en la lista de las «100 canciones del año» por la revista argentina Rolling Stone. Esta misma revista ya había catalogado los discos solista «Tengo recuperación» y «Poemas» como uno de los «discos del año». Con esta banda participó en el 2001 en el programa «Por la puerta grande» conducido por Rubén Rada.
En el 2007 grabó junto al cantautor Alejandro Tuana un disco doble llamado «Santuario». En el proyecto que dio origen al álbum también participaron Nicolás Parrillo, Alejandro Fenocchi, Leo Sala y Luis Bravo. Al año siguiente realizó en el programa de TV Ciudad «Sala TV» un especial donde recorrió parte de su carrera.

## Vida privada
El 19 de febrero de 2015, contrajo matrimonio con la uruguaya Victoria Bugallo.

## Discografía

### Solista
- Samantha Navarro (1996, Ayuí / Tacuabé)
- Mujeres rotas (1998, Perro Andaluz)
- Tengo recuperación (2000, Zapatito Records)
- Poemas (2002, Perro Andaluz)
- Música original para Groenlandia (con Federico Deutsch, 2005)
- Volver al inicio (2010, Bizarro Records)
- Santuario (con Alejandro Tuana, 2011)
- Saltar al tiempo deseado (2015, Perro Andaluz)
- Éxito (2024, Bizarro Records)

### con La Dulce
- La Dulce en vivo (2004, Perro Andaluz)
- Sed (2008, Bizarro Records)
- Dulces pecadoras (con Ana Prada, 2025)

### con Trovalina
- Trovalina (2012)

## Videoclips
- Amor gringo (canción incluida en "Samantha Navarro". Dirección de José Luis Bono)
- El mar en un andén (canción incluida en "Mujeres Rotas")
- Terminal Tres Cruces (canción incluida en "Tengo recuperación")
- Date a volar (canción incluida en "Poemas")
- Gusano de seda (canción incluida en "La Dulce en vivo")
- Jardín Japonés (canción incluida en "Sed")